# خمسة خنازير صغيرة
الخمسة المشتبه بهم أو خمسة خنازير صغيرة أو رحلة إلى الماضي (بالإنجليزية: Five Little Pigs) رواية تحقيق من تأليف أغاثا كريستي، نشرت لأول مرة في الولايات المتحدة الأمريكية من طرف «شركة دود وميد» في مايو 1942 تحت عنوان «جريمة في الذاكرة»، ونشرت في المملكة المتحدة من طرف «نادي كولنز للجرائم» في يناير 1943. ظهرت في الرواية شخصية المحقق البلجيكي هيركيول بوارو.

## ملخص الرواية
يتلقى هيركيول بوارو زيارة من كارلا لومارشون، واسم عائلتها الحقيقي هو كريل، امرأة شابة مقبلة على الزواج، لكنها تريد معرفة الحقيقة حول وفاة والدها.
إمياس كريل، رسام مشهور، تم قتله مسمما قبل 16 سنة، وزوجته كارولين كانت المتهمة الأولى خاصة أنها تملك دافعا قوية لارتكاب الجريمة، ألا وهو أن زوجها أمياس كان يخطط للانفصال عنها. تحكم عليها المحكمة بالسجن المؤبد، لكنها تموت بعد فترة قصيرة، وقبل وفاتها تكتب رسالة لابنتها كارلا، تؤكد فيها على برائتها.
يقبل بوارو بالتحقيق في القضية، مستندا فقط إلى أقوال الشهود، لأن جميع الدلائل المادية اختفت. وبعد استشارته للمحققين في جريمة القتل آنذالك، من شرطة وقضاة، تنحصر شبهاته حول خمسة أشخاص، الذين كانوا حاضرين يوم ارتكاب الجريمة.
يلتقي بوارو بالمشتبهين الخمس كل على حدة، ويصل في النهاية إلى هوية المجرم الحقيقي، ويقرر الإفصاح عن اسمه في جلسة دعا إليها كارلا وخطيبها، والمتهمين الخمسة.

## الشخصيات
- مسيو بوارو المحقق البلجيكي الشهير الذي ذاع صيته في بريطانيا ويقوم بالتحقيق في القضية التي شدت فضوله لصعوبتها كونها قضية ترجع لستة عشر عامًا خلت.
- كارلا كريل: الفتاة الشابة التي قدمت القضية إلى هيركيول بوارو ليتأكد من إدعاء أمها بأنها ليست القاتلة وهي التي اعترفت سابقًا للشرطة بأنها القاتلة.
- كارولين كريل: أم كارلا وزوجة الرسام المهووس (إمياس كريل)، كانت امرأة مهذبة ومرحة ومحبوبة من الجميع وكانت تحب زوجها وترعى شؤونه وتصبر عليه وعلى نزواته المتعددة مع النساء اللواتي يجعلهن مواضيع لرسوماته وهو القتيل الذي اتهمت به وقد أدانتها جميع الأدلة واعترفت هي بجريمة القتل وحكم عليها بالسجن المؤبد لكنها لم تلبث يسيرًا إلا وقد ماتت، لكنها تركت لابنتها الصغيرة التي كانت تبلغ خمسة أعوام لحظة الحادثة رسالة تبلغها فيها بأنها ليست القاتلة ولكنها اعترفت بذلك لتريح ضميرها.
- إمياس كريل: الرسام المهووس بالنساء، كان يحب زوجته كارولين لكنه كان عندما يفكر في لوحاته يذهب إلى النساء ويقضي معهن الليالي حتى يفرغ من لوحته وبعدها يفرغ منها، الجريمة تقع وهو يضع اللمسات الأخيرة علي لوحة لفتاة تدعى (إلسا جرير) أحضرها معه إلى المنزل ليرسمها في الحديقة المطلة على الشاطيء.
- المفتش هيل: التحري السابق الذي قام بالتحقيق في القضية من قبل الشرطة، يقابله (بوارو) ليعرف منه تفاصيل القضية.
- فيليب بليك جار الأسرة وكان صديقًا لكارولين منذ صغرها وكان يحبّها جدًا ويكره (إمياس) ويغار منه خصوصًا أنه كان يترك زوجته ويذهب إلى غيرها من النساء لكنها تصر ان تبقى وفية له.
- ميرديث بليك: جار الأسرة والأخ الأكبر لـ (فيليب)، مولع بالصيدلة والكيماويات والنباتات وبارع في استخلاص السموم والعطور من هذه النباتات، يحب كارولين في صمت دون تصريح واضح بذلك.
- الليدي إلسا ديتشام: زوجة اللورد (ديتشام) وقت تحقيق (بوارو) في القضية، وهي عينها (إلسا جرير) الفتاة الجميلة الشابة التي جاء بها (إميل) إلى المنزل لتواجه كارولين لأول مرة فتاة من فتيات زوجها اللعوب، قبل أن تفجر (إلسا) المفاجأة الحقيقية بكونها هي و (إميل) قد قررا الزواج، الأمر الذي لم يتم نسبة لمقتل هذا الأخير.
- أنجيلا وارين: أخت كارولين الصغيرة غير الشقيقة، وجدها (بوارو) باحثة وعالمة وناجحة في مجال الآثار، كانت فتاة صغيرة وشقية ولعوب وكانت كثير التشاجر مع زوج أختها (إميل) الذي كان لا يطيق حيلها ومقالبها وكان قد قرر أن يرسلها إلى مدرسة داخلية ليتخلص منها.
- سيسليا ويليامز: مربية كارلا وأمها الثانية بعد وفاة أمها، كانت أحيانًا تعنى بأنجيلا وارين، وكانت تكره معاملة (إميل) القاسية لزوجته وابنته ولم تحب مقدم (إلسا جرير) إلى المنزل على الإطلاق.

## الترجمة العربية للرواية
- الخمسة المشتبه بهم - مكتبة جرير.
- الماضي الرهيب - دار ميوزيك للنشر.[4] وهي ترجمة مختصرة للرواية الأصلية حذفت فيها بعض الحوارات واللقاءات، كما لم تشر الترجمة أبدًا إلى أغنية الخمسة خنازير الصغيرة التي كان يتذكرها بوارو خلال القصة، وهي ليست الرواية الوحيدة التي تتضمن أغنية أطفال، فتوجد رواية إبزيم الحذاء ورواية هيكوري ديكوري دوك.
- عدالة السماء - د. فاروق خواتمي ونشر المكتبة الحديثة بيروت ودار الشرق العربي بيروت.[5]
- القضية المستحيلة - عمرو يوسف، مكتبة معروف.[6]
- مصرع فنان - أحمد حسن، دار الحرية للنشر والتوزيع.[7]

## الترجمات العالمية
حافظت أغلب الترجمات العالمية على العنوان الأصلي، ما عدا بعض الترجمات مثل الألمانية «اللوحة غير المكتملة»، الدانماركية «بعد 16 سنة»، التشيكية «أنا لم اقتل».

## الأهمية الأدبية والاستقبال
جاء في مراجعة المؤلف والناقد ماوريس ويلسون ديشر ضمن أسبوعية ذا تايمز ليتيراري سبلمنت في السادس عشر من شهر يناير عام 1943: «لن يعترض أي محب لقصص الجرائم على تكرار قصة مقتل الفنان، فذلك يبرز مهارة الكاتبة الخارقة، حتى لو شكّلت هذه القصة مشكلة بدلًا من الإسهام في الحبكة. قدمت الكاتبة إجابة ذكية عن هذه الأحجية».
طرح ماوريس ريتشاردسون مراجعته عن هذه الرواية في العاشر من شهر يناير عام 1943 ضمن صحيفة ذا أوبزرفر، وكتب التالي: «على الرغم من وجود 5 مشتبهين فقط، تستطيع السيدة كريستي -كعادتها- شد المتابع حتى يصل إلى أواخر النهاية، فيصطدم بالنهاية الساحقة المفاجئة».
كتب جاي دي بيريسفورد في الغارديان في 20 يناير عام 1943: «...لا تخذلنا كريستي أبدًا، وتشكل روايتها خمسة خنازير صغيرة معضلة مثيرة للاهتمام للقارئ الذكي». ارتأى بيريسفورد أن الدليل الذي يعرّفنا عن مرتكب الجريمة «مرضيٌ تمامًا».
امتدح روبرت برنارد هذه الرواية وحبكتها كثيرًا. أشاد برنارد بـ«أول ظهور وأفضل ظهور للحبكة التي تدور حول جريمة من الزمن الماضي. كان العرض مبهمًا أكثر من المعتاد، بينما كان تصوير الشخصيات أدق وأمهر». كان رأي برنارد بالرواية كالتالي: «عمومًا، ذلك كتاب محبوك بشكل جميل، وغني بالتفاصيل ومُرضٍ للقارئ. بإمكان الكاتب اليوم المخاطرة والقول إن هذه إحدى أفضل روايات كريستي على الإطلاق».
امتدح تشارلز أوزبورن الرواية، وقال إن «حل اللغز في رواية خمسة خنازير صغيرة لا يقنع القارئ فوريًا، لكنه مرضٍ، بل أن النهاية محركة ومؤثرة بقدر ما هي حتمية وكئيبة».

## إشارات وتلميحات
عنوان الأغنية مشتق من أغنية للأطفال -وتُدعى هذا الخنزير الصغير- كان بوارو يستخدمها ويسمعها لينظم أفكاره بخصوص التحقيق الذي كان جاريًا. استُخدمت أسماء الخنازير الخمسة المذكورة في أغنية الأطفال لتسمية عناوين الفصول في الرواية، في إشارة إلى المشتبهين الخمسة. استخدمت أغاثا كريستي هذا الأسلوب من العنونة في روايات أخرى، مثل إبزيم الحذاء وجريمة في سكن الطلاب وجيب مملوء بالحبوب والبيت الأعوج.
يذكر هيركيول بوارو قضية هاولي هارفي كريبن باعتبارها مثالًا عن الجريمة المُعاد تفسيرها من أجل إرضاء حماس عامة الناس تجاه علم النفس.
كانت رواية روميو وجوليت موضوعًا حاضرًا بين الشخصيات، بدءًا من المحامي كاليب جوناثان الذي قرأ جمل جولييت من مشهد الشرفة: «إن كنت في حبك جادًا وشريفًا». يقارن جوناثان أيضًا بين شخصية جولييت وشخصية إلزا غرين، اللتان تمتاز كلتاهما بالشغف والتهور وعدم مراعاة الأشخاص الآخرين.
يقتبس مستر جوناثان أيضًا من لوحة موت تشاترتون للفنان ويليام هولمان هنت: «شباب أبيض وردي شغف شاحب».
كان الكونين (في القصة، تحديدًا كونين الهيدروبروميد المستخلص من نبات الشوكران الأبقع) السم الذي استخدمه سقراط لإنهاء حياته، مثلما جاء في حوار فايدو. واستُخدم الكونين أيضًا لعلاج السعال الديكي والربو. أما «قانون السموم» الذي أُشير إليه في القصة هو قانون السموم والصيدلة عام 1933، الذي أُلغي اليوم وحل محله قانون السموم من عام 1972.
اللوحة المعلقة على جدار غرفة سيسيليا ويليامز، والتي أُطلق عليها «فتاة ضريرة تجلس على برتقالة»، هي لوحة لـجورج فريدريك واتس وتُدعى «الأمل». في تلك اللوحة، نجد فتاة ضريرة تمسك بقيثارة لا تحوي سوى وتر واحد، مع ذلك، لم تتوقف الفتاة عن العزف. الوصف من طرف أوزوالد باستيبل، وهي شخصية في الكتاب الثالث من سلسلة باستيبل التي ألفتها إديث نسبيت، والتي عنونتها بـالباحثون عن الكنز الجديد. من الرسومات الأخرى المميزة نجد دانتي وبيتريس على الجسر، وبريمافيرا للفنان بوتيتشيلي.

## الاقتباس
- اقبست أغاثا كريستي الرواية كمسرحية عام 1960 تحت عنوان «عودة من أجل القتل»، وقامت باستبدال شخصية هيركيول بوارو بشخصية محام شاب يدعى جاستن فوغ.
- تم اقتباس إحدى حلقات مسلسل أغاثا كريستي بوارو من الرواية عام 2003 من بطولة ديفيد سيجت بدور بوارو وحملت الحلقة تعديلات طفيفة مثل أن كارولين حكم عليها بالإعدام عوض السجن المؤبد وماتت شنقا.
- تم اقتباس الرواية كإحدى حلقات مسلسل إذاعي بثته إذاعة BBC 4 وقام بأداء صوت بوارو جون موفات.

## خمسة خنازير صغيرة

### الأهمية الأدبية والاستقبال
جاء في مراجعة المؤلف والناقد ماوريس ويلسون ديشر ضمن أسبوعية ذا تايمز ليتيراري سبلمنت في السادس عشر من شهر يناير عام 1943: «لن يعترض أي محب لقصص الجرائم على تكرار قصة مقتل الفنان، فذلك يبرز مهارة الكاتبة الخارقة، حتى لو شكّلت هذه القصة مشكلة بدلاً من الإسهام في الحبكة. قدمت الكاتبة إجابة ذكية عن هذه الأحجية».
طرح ماوريس ريتشاردسون مراجعته عن هذه الرواية في العاشر من شهر يناير عام 1943 ضمن صحيفة ذا أوبزرفر، وكتب التالي: «على الرغم من وجود 5 مشتبهين فقط، تستطيع السيدة كريستي، كعادتها، شد المتابع حتى يصل إلى أواخر النهاية، فيصطدم بالنهاية الساحقة والمفاجئة».
كتب جاي دي بيريسفورد في الغارديان في 20 يناير عام 1943: «...لا تخذلنا كريستي أبدًا، وتشكل روايتها خمسة خنازير صغيرة معضلة مثيرة للاهتمام للقارئ الذكي». ارتأى بيريسفورد أن الدليل الذي يعرّفنا عن مرتكب الجريمة «مرضيٌ تمامًا».
امتدح روبرت برنارد هذه الرواية وحبكتها كثيرًا. أشاد برنارد بـ «أول وأفضل ظهور للحبكة التي تدور حول جريمة من الزمن الماضي. كان العرض مبهمًا أكثر من المعتاد، بينما كان تصوير الشخصيات أكثر دقة ومهارة». كان رأي برنارد بالرواية كالتالي: «عمومًا، ذلك كتابٌ محبوك بشكل جميل، وغني بالتفاصيل ومرضٍ للقارئ. بإمكان الكاتب اليوم المخاطرة والقول أن هذه إحدى أفضل روايات كريستي على الإطلاق».
امتدح تشارلز أوزبورن الرواية، وقال أن «حل اللغز في رواية خمسة خنازير صغيرة لا يقنع القارئ فوريًا، لكنه مرضٍ، بل أن النهاية محركة ومؤثرة بقدر ما هي حتمية وكئيبة».

## إشارات وتلميحات
عنوان الأغنية مشتق من أغنية للأطفال، وتُدعى هذا الخنزير الصغير، والتي كان بوارو يستخدمها ويسمعها لينظم أفكاره بخصوص التحقيق الذي كان جاريًا. استُخدمت أسماء الخنازير الخمسة المذكورة في أغنية الأطفال لتسمية عناوين الفصول في الرواية، في إشارة إلى المشتبهين الخمسة. استخدمت أغاثا كريستي هذا الأسلوب من العنونة في روايات أخرى، مثل إبزيم الحذاء وجريمة في سكن الطلاب وجيب مملوء بالحبوب والبيت الأعوج.
يذكر هيركيول بوارو قضية هاولي هارفي كريبن باعتبارها مثالًا عن الجريمة المُعاد تفسيرها من أجل إرضاء حماس عامة الناس تجاه علم النفس.
كانت رواية روميو وجوليت موضوعًا حاضرًا بين الشخصيات، بدءًا من المحامي كاليب جوناثان الذي قرأ جمل جولييت من مشهد الشرفة: «إن كنت في حبك جادًا وشريفًا». يقارن جوناثان أيضًا بين شخصية جولييت وشخصية إلزا غرين، كلتاهما تمتازان بالشغف والتهور وعدم مراعاة الأشخاص الآخرين.
يقتبس مستر جوناثان أيضًا من لوحة موت تشاترتون للفنان ويليام هولمان هنت: «شباب أبيض وردي، شغف، وشاحب».
كان الكونين (في القصة، تحديدًا كونين الهيدروبروميد المستخلص من نبات الشوكران الأبقع) السم الذي استخدمه سقراط لإنهاء حياته، مثلما جاء في حوار فايدو. واستُخدم الكونين أيضًا لعلاج السعال الديكي والربو. أما «قانون السموم» الذي أُشير إليه في القصة هو قانون السموم والصيدلة عام 1933، والذي أُلغي اليوم وحل محله قانون السموم من عام 1972.
اللوحة المعلقة على جدار غرفة سيسيليا ويليامز، والتي دُعيت بـ «فتاة ضريرة تجلس على برتقالة»، هي لوحة لـجورج فريدريك واتس وتُدعى «الأمل». في تلك اللوحة، نجد فتاة ضريرة تمسك بقيثارة لا تحوي سوى وتر واحد، مع ذلك، لم تتوقف الفتاة عن العزف. الوصف من طرف أوزوالد باستيبل، وهي شخصية في الكتاب الثالث من سلسلة باستيبل التي ألفتها إديث نسبيت، والتي عنونتها بـ الباحثون عن الكنز الجديد. من الرسومات الأخرى المميزة نجد دانتي وبيتريس على الجسر، وبريمافيرا للفنان بوتيتشيلي.